# Huai Yot (huyện)
Huai Yot (tiếng Thái: ห้วยยอด) là một huyện (amphoe) ở phía bắc của tỉnh Trang, Thái Lan.

## Địa lý
Các huyện giáp ranh (từ phía bắc theo chiều kim đồng hồ) là: Ratsada của tỉnh Trang, Thung Song của tỉnh Nakhon Si Thammarat, Pa Phayom, Si Banphot của tỉnh Phatthalung, Mueang Trang, Wang Wiset của tỉnh Trang again và Bang Khan của tỉnh Nakhon Si Thammarat.

## Lịch sử
Ban đầu tên là Khao Khao (เขาขาว), đơn vị này đã được đổi tên thành Huai Yot năm 1939.

## Hành chính
Huyện này được chia thành 16 phó huyện (tambon), các đơn vị này lại được chia ra thành 133 làng (muban). Có ba thị trấn (thesaban tambon) - Huai Yot nằm trên một phần của tambon Huai Yot và Khao Pun; Na Wong nằm trên một phần của tambon Na Wong, Bang Kung và Wang Khiri; Lam Phu Ra nằm trên một phần của tambon Lam Phu Ra. Có 16 Tổ chức hành chính tambon.
| \| STT. \| Tên \| Tên Thái \| Số làng \| Dân số \| \| \| ---- \| --------------- \| ---------- \| ------- \| ------ \| \| \| 1. \| Huai Yot \| ห้วยยอด \| 5 \| 11.377 \| \| \| 2. \| Nong Chang Laen \| หนองช้างแล่น \| 12 \| 7.795 \| \| \| 5. \| Bang Di \| บางดี \| 12 \| 7.679 \| \| \| 6. \| Bang Kung \| บางกุ้ง \| 9 \| 5.317 \| \| \| 7. \| Khao Kop \| เขากอบ \| 12 \| 7.894 \| \| \| 8. \| Khao Khao \| เขาขาว \| 7 \| 3.797 \| \| \| 9. \| Khao Pun \| เขาปูน \| 7 \| 4.791 \| \| \| 10. \| Pak Chaem \| ปากแจ่ม \| 7 \| 4.927 \| \| \| 11. \| Pak Khom \| ปากคม \| 7 \| 3.438 \| \| \| 14. \| Tha Ngio \| ท่างิ้ว \| 8 \| 4.557 \| \| \| 15. \| Lamphu Ra \| ลำภูรา \| 10 \| 5.709 \| \| \| 16. \| Na Wong \| นาวง \| 11 \| 6.504 \| \| \| 17. \| Huai Nang \| ห้วยนาง \| 8 \| 5.710 \| \| \| 19. \| Nai Tao \| ในเตา \| 4 \| 2.704 \| \| \| 20. \| Thung To \| ทุ่งต่อ \| 8 \| 3.738 \| \| \| 21. \| Wang Khiri \| วังคีรี \| 6 \| 4.324 \| \| | Map of tambon   |            |         |        |  |
| STT. | Tên             | Tên Thái   | Số làng | Dân số |  |
| 1. | Huai Yot        | ห้วยยอด     | 5       | 11.377 |  |
| 2. | Nong Chang Laen | หนองช้างแล่น | 12      | 7.795  |  |
| 5. | Bang Di         | บางดี       | 12      | 7.679  |  |
| 6. | Bang Kung       | บางกุ้ง      | 9       | 5.317  |  |
| 7. | Khao Kop        | เขากอบ     | 12      | 7.894  |  |
| 8. | Khao Khao       | เขาขาว     | 7       | 3.797  |  |
| 9. | Khao Pun        | เขาปูน      | 7       | 4.791  |  |
| 10. | Pak Chaem       | ปากแจ่ม     | 7       | 4.927  |  |
| 11. | Pak Khom        | ปากคม      | 7       | 3.438  |  |
| 14. | Tha Ngio        | ท่างิ้ว       | 8       | 4.557  |  |
| 15. | Lamphu Ra       | ลำภูรา      | 10      | 5.709  |  |
| 16. | Na Wong         | นาวง       | 11      | 6.504  |  |
| 17. | Huai Nang       | ห้วยนาง     | 8       | 5.710  |  |
| 19. | Nai Tao         | ในเตา      | 4       | 2.704  |  |
| 20. | Thung To        | ทุ่งต่อ       | 8       | 3.738  |  |
| 21. | Wang Khiri      | วังคีรี       | 6       | 4.324  |  |

Các con số không có trong bảng này là tambon nay tạo thành huyện Ratsada.